# Юбэнк, Уильям
Уильям Юбэнк (англ. William Eubank; род. 15 ноября 1982, Холиок, Массачусетс, США) — американский кинорежиссёр, сценарист и оператор. В своём первом полнометражном фильме «Любовь», выпущенном в 2011 году, Юбэнк работал не только в качестве режиссёра и кинооператора, но и как художник-постановщик. Его второй полнометражный фильм «Сигнал» был показан на кинофестивале «Сандэнс» в 2014 году, в кинотеатрах Focus Features вышел 13 июня 2014 года. Третий полнометражный научно-фантастический фильм ужасов «Под водой» был выпущен в январе 2020 года компанией 20th Century Fox.

## Ранние годы
Юбэнк родился 15 ноября 1982 года в городе Холиок, штат Массачусетс. Его отец, Карлайл Юбэнк младший, является консультантом по изобразительному искусству и бывшим оценщиком британского аукционного дома «Кристис». Мать, Патрисия Ридер Юбэнк — писатель и иллюстратор детских книг. Юбенк второй из четырёх детей в семье, у него есть старшая сестра и два младших брата, он вырос в долине Санта-Инез, известной винодельческой области к северу от Лос-Анджелеса.
В детстве Уильям был вдохновлён работой своего деда, бывшего оператора ВМС США. После интересных рассказов деда о службе, Юбэнк решил, что хочет либо поступить в Военно-морскую академию США либо стать кинематографистом. В конце концов он остановился на последнем. Как и режиссёры Стивен Спилберг и Дэвид Линч, Юбэнк вырос в скаутском движении и был удостоен награды «Скаутский орёл».
Когда Юбэнк был молод, у него был интересный опыт, связанный с киноправдоподобием. В то время, когда он впервые посмотрел фильм 1974 года «Китайский квартал», действие которого происходило в 1937 году, Юбэнк и не подозревал, что сам фильм был снят только в 1974 году, он считал, что съёмки проходили в те же времена, что описаны в сюжете. Когда он узнал, что этот фильм создан почти четыре десятилетия спустя, Юбенк впечатлился детальным воссозданием элементов прошлых лет и осознал силу кинематографа.

## Карьера кинематографиста

### Первые шаги
Юбэнк начал искать работу в качестве кинотехника с 18-ти лет. В ряде ранних работ Юбэнка использовалось «увеличение скорости» в камере. Как оператор, Юбэнк впервые был нанят UFC для съемок боёв в этом стиле. Юбэнк никогда долго не работал над рекламой, но выпустил несколько роликов. Был принят в Калифорнийский университет в Лос-Анджелесе, где он в числе прочих занятий слушал лекции по космологии, которые в дальнейшем повлияли на идеи его фильмов. Проучившись два года, Юбэнк, не попав в Школу театра, кино и телевидения при университете, бросил учебу и пошёл работать в Panavision в качестве техника по ремонту киноаппаратуры и цифровой обработке изображений.
Со временем Юбэнк стал опытным сотрудником Panavision и проработал в компании следующие восемь лет. Юбэнк пять раз присутствовал на кинофестивале «Сандэнс», представляя Panavision, и всегда мечтал побывать на нём в качестве режиссера. В это же время он навещал своего дедушку-кинематографиста, жившего в Солт-Лейк-Сити, который настаивал на том, чтобы Юбэнк когда-нибудь приехал к нему со своим собственным фильмом.
В то время как на различных кинофестивалях Юбэнк занимался продвижением и поддержкой кинокамеры Panavision HD-900F, технология съёмки которой переместила Голливуд в эпоху цифрового кино после её использования в производстве фильма Джорджа Лукаса «Звёздные войны. Эпизод II: Атака клонов». Это был первый выпущенный в широкий прокат художественный фильм, полностью снятый на цифровую камеру 24p True Cinema. Используя своё положение в Panavision, Юбэнк убедил австралийского производителя кинопродукции Blackmagic Design прислать ему раннюю версию ТВ-тюнера SDI. Используя тюнер и новейшие по тем временам диски eSATA, Юбэнк сложил 14 таких дисков вместе и просверлил отверстие в системном блоке Power Mac G4, с целью создать систему NLE на персональном компьютере, которая сможет напрямую захватывать съёмку с камеры F900. Когда в Panavision увидели результаты его работы, коллеги сошлись во мнении, что в отрасли намечается прогресс.
Проработав какое-то время в Panavision, Юбэнк время от времени разрешал брать камеры и объективы для тестов. Сам Юбэнк описывает работу в Panavision как «киношколу». Направленный на съёмки таких фильмов, как «Соучастник» и «Возвращение Супермена», Юбэнк брал записную книжку и рисовал схемы размещения источников света, а затем шёл смотреть фильм в кинотеатр и сравнивать результаты на экране со своими заметками. Юбэнк считает, что дружеские отношения с руководством Panavision были очень важны, в одном из интервью он говорил: «Я обязан всей своей карьерой этим парням».

### «Любовь»
В 2007 году Том Делонг обратился к Юбэнку с предложением создать видеоматериал для альтернативной рок-группы Angels & Airwaves. Юбэнк снял несколько музыкальных видеоклипов для группы, в том числе на сингл Surrender. Снятая по заказу и спродюсированная коллективом «Angels & Airwaves» кинокартина, получившая название «Любовь», также была снята Юбэнком по собственному сценарию. Фильм был вдохновлён «Тонкой красной линией» Терренса Малика, он задаёт зрителю немой вопрос: «[Что] мы, люди, оставим после себя, когда однажды перестанем существовать...?»  Юбэнк объяснил название фильма как «способность чувствовать и находить полноценное общение без слов и прикосновений… способность находить понимание только в чувствах…».
Юбэнк четыре года работал над фильмом, выступая и в качестве художника-постановщика. В течение девяти месяцев он создавал для фильма «Международную космическую станцию» и «поля битвы Гражданской войны» на заднем дворе дома своих родителей. Юбэнк построил модель МКС на основе фотографий НАСА, а создавая декорации для короткой сцены сражения, использовал картины времён Гражданской войны. В одном из интервью, постановщик признался, что съёмки часто прерывались погодными условиями, трелями стай лягушек и шумом соседской газонокосилки. 2 февраля 2011 года состоялась премьера фильма на Международном кинофестивале в Санта-Барбаре. Позже он был показан на 11 других фестивалях по всему миру, в том числе на Афинском международном кинофестивале, где Юбэнк получил награду как «Лучший режиссёр». 10 августа 2011 года национальный кинотеатр CineMedia выпустил фильм в прокат.

### «Сигнал»
Пока «Любовь» ещё находилась на стадии монтажа, Юбэнк начал писать сценарий для своей следующей картины, названной «Сигнал». В работе над сценарием ему помогали Дэвид Фриджерио и собственный родной брат, Карлайл Юбэнк. В одном из интервью Уильям описал свои первые мысли о проекте: «Я большой поклонник «Сумеречной зоны», того, какую атмосферу Род Серлинг создал в качестве рассказчика, и я всегда хотел сделать нечто подобное — историю с неосязаемостью. И странностями, которые заставляют вас сказать: «Что, черт возьми, происходит?» Я думал о концепции индивидуального толчка в особую экстремальную ситуацию, истинную природу которой человек должен был бы раскрыть». До начала производства Юбэнк работал вторым директором подразделения Regency Enterprises, и в 2013 году  принимал участие в разработке фильма «Город порока». Вскоре после этого он нашёл продюсеров для «Сигнала»: Брайана Кавано-Джонса и Тайлера Дэвидсона.
Юбэнк описал, что его главными вдохновителями для фильма стали режиссёры Стэнли Кубрик и Дэвид Линч, а также заявил, что «в уме он держал» такие картины как «Пи», «Луна 2112» и «Куб». Юбэнк принял решение снимать в анаморфированном киноформате 2.39:1, заявив: «Никакое другое соотношение не позволяет смотреть прямо в глаза актёру». Когда дело дошло до темпа, масштаба и ритма фильма Юбэнк начал с идеи, чтобы фильм сначала казался «маленьким», а затем внезапно «увеличился», объясняя: «Я хотел, чтобы начало ощущалось супер-свободным, как в дорожном фильме, [и] странно «маленьким», чтобы к нужному моменту усилить события как эмоционально, так и  технически ... он [сюжет] действительно собирался медленно гореть, пока не разгорался в настоящий фейерверк. Я думаю, что такой уровень контраста в фильме будет интересен». Он и Дэвид Ланценберг, оператор-постановщик, решили оставить фильтр-рассеиватель включённым постоянно, чтобы уменьшить цифровую резкость.
После рассмотрения кандидатов на главные роли, Юбэнк, уже находясь в Нью-Мексико, связался с актёрами по Skype. Он остановился на австралийском актёре Брентоне Туэйтсе, англичанке Оливии Кук и американце Бо Кнаппе. Что касается реквизита, Юбэнк работал с Legacy Effects над созданием нестандартных предметов. После двух лет подготовки к съёмкам, они стартовали Альбукерке, где время от времени происходили песчаные бури, нужные по сценарию. Съёмки фильма проходили в штатах Нью-Мексико и Огайо и продолжались 29 дней.
Для монтажа Юбэнк выбрал уже знакомого по совместной работе над «Любовью» Брайана Бердана, монтажёра, также работавшего над фильмами Дэвида Линча «Синий бархат» и «Твин Пикс». Юбэнк описал свою работу с Берданом так: «Чувства Брайана отличаются от моих; в моём первом фильме «Любовь» я понял, что у Брайана был другой чем у меня взгляд на вещи. Я стал очень ценить его точку зрения и свежий взгляд.
Высоко оценив изысканный визуальный дизайн фильма, критики Variety, тем не менее, назвали концовку сюжета «довольно глупой».

### «Под водой»
В 2016 году Юбэнк начал работу над фильмом производства Chernin Entertainment «Под водой». Третья работа Юбэнка была его крупнейшей постановкой на тот момент. По сценарию из «чёрного списка» Брайана Даффилда сюжет картины повествует о команде глубоководных исследователей, которые должны проследовать к спасению по дну океана после того, как их станция оказыватся разрушенной. Юбэнк выбрал Кристен Стюарт и Джессику Хенвик на главные роли. В фильме также задействованы Т. Дж. Миллер, Венсан Кассель, Джон Галлахер-младший и Ганнер Райт, который ранее уже работал с Юбэнком над его первым фильмом «Любовь». Черногорский оператор Бояна Бацелли был нанят для съёмок фильма, которые начались в марте 2017 года в Новом Орлеане и завершились 28 мая 2017 года. За монтаж отвечал Брайан Бердан, который также монтировал первые два фильма Юбэнка. «Под водой» был выпущен в прокат 10 января 2020 года. Фильм получил в основном негативные отзывы и получил 47% баллов на сайте Rotten Tomatoes.

### «Паранормальное явление»
В феврале 2021 года Уильям Юбэнк был нанят для постановки следующей части серии мистических фильмов ужасов «Паранормальное явление». Сценарий был написан Кристофером Лэндоном. Первоначально запланированный к выпуску 19 марта 2021 года, фильм был отложен до 29 октября 2021 года. Однако из-за последствий распространения COVID-19 проект пропустит кинопрокат и вместо этого будет транслироваться в потоковом режиме в качестве эксклюзивного фильма Paramount+. Фильм получил негативные отзывы кинокритиков.

## Фильмография
| Год  | Название                 | Режиссёр | Сценарист |
| ---- | ------------------------ | -------- | --------- |
| 2011 | Любовь                   | Да       | Да        |
| 2014 | Сигнал                   | Да       | Да        |
| 2020 | Под водой                | Да       | Нет       |
| 2022 | Паранормальное явление 7 | Да       | Нет       |
| TBA  | TauTona                  | Да       | Да        |
| TBA  | World Breaker            | Да       | Да        |